# Luca di Sant'Elia
Luca di Sant'Elia (XV secolo) è stato uno scultore italiano.
Fu attivo a Napoli e nel Regno di Napoli.

## Biografia
La memoria di maestro Luca di Sant'Elia, marmorario forse proveniente da Sant'Elia Fiumerapido, rimane per ora legata solo al monumento sepolcrale, un tempo esistente nella chiesa fondana di S. Francesco, a lui commissionato da Onorato II Caetani, conte di Fondi.  Per quest'opera tra il 28 aprile 1490 e il 21 gennaio 1491 mastro Luca de Sancto Helia ricevette sette pagamenti, per un totale di 560 ducati di carlini e 2 tarì, che avvennero in diversi luoghi: Fondi, Minturno e Napoli. La penultima rata (del 16 dicembre 1490) sembra pagata a lui dal conte in persona, probabilmente a Fondi, mentre l’ultimo versamento è datato 21 gennaio 1491, circa tre mesi prima della morte del committente (25 aprile). Forse maestro Luca  eseguì altri lavori per Onorato II, come farebbe supporre un elenco - purtroppo privo di data - di pagamenti effettuati a favore de mastro Luca et de Bernardino.